# Jeff Wadlow

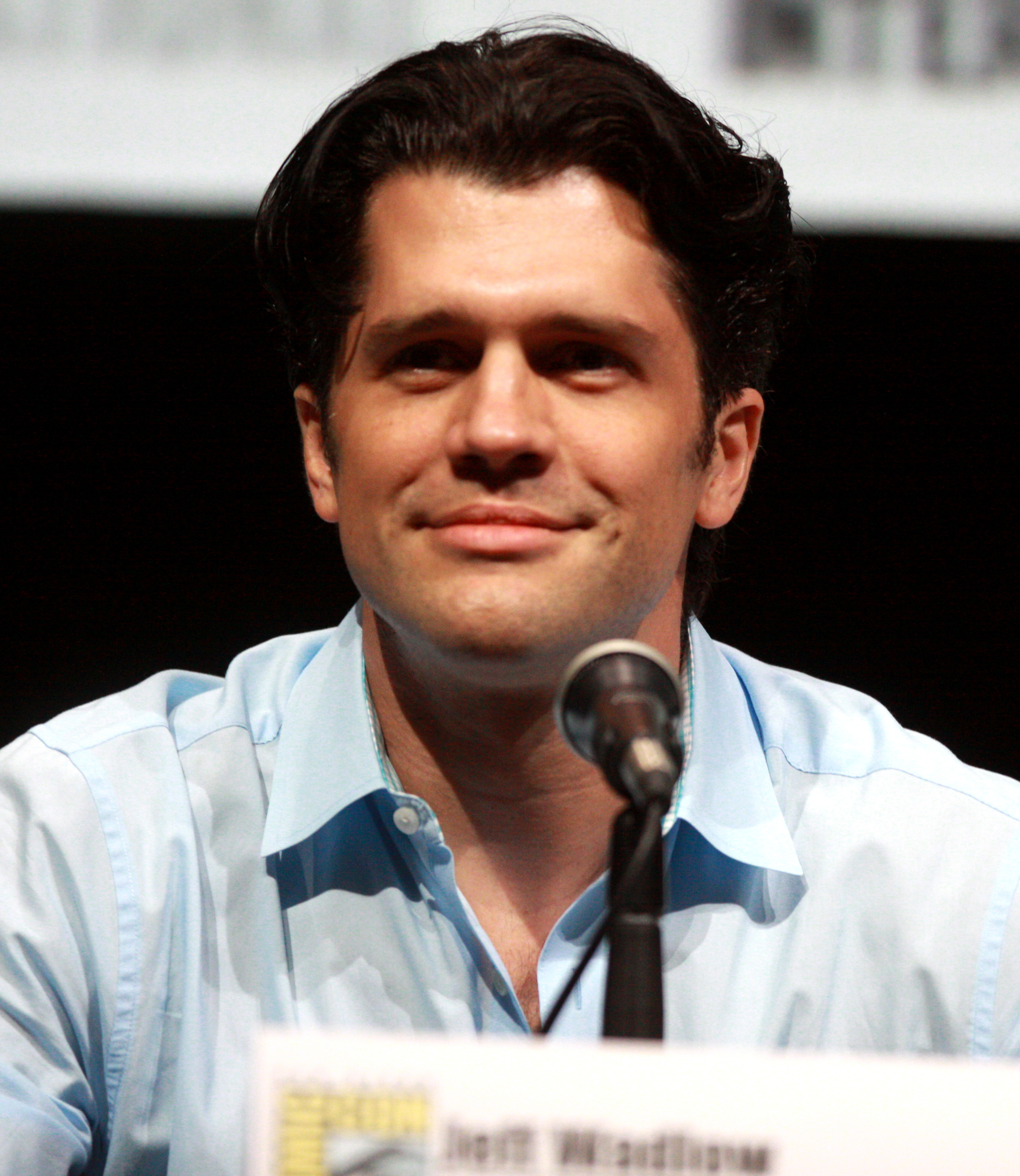
Jeff Wadlow bei der Comic Con 2013

Jeff Clark Wadlow (* 2. März 1976 in Virginia) ist ein US-amerikanischer Regisseur, Drehbuchautor, Filmproduzent und Schauspieler.

## Leben
Jeff Wadlow wuchs in Virginia auf. Er besuchte das Dartmouth College und schloss sein Studium mit einem Master in Geschichte und Film ab. Sein Studium an der University of Southern California School of Cinema-Television schloss er 2001 ab. Bereits während der Studienzeit an der USC übernahm er die Regie für den Kurzfilm The Tower of Babble. Diese brachte ihm einigen Auszeichnungen ein, darunter den Chlotrudis Award für den besten Kurzfilm (2002) und den Student Award des USA Film Festivals.
Auch seine nachfolgenden Kurzfilme Manual Labor (2002), Living the Lie (2002) und Catching Kringle (2004) wurden mit verschiedenen Preisen ausgezeichnet.
Zusammen mit Co-Autor Beau Bauman entstand die Idee zum Spielfilm Cry_Wolf. 2008 präsentierte er den Film The Fighters mit Amber Heard, der den MTV Movie Award gewann. Unter seiner Regie entstand 2012 mit Kick-Ass 2 die Fortsetzung der Comicverfilmung Kick Ass aus dem Jahr 2010.
Sporadisch trat Wadlow auch als Schauspieler in Erscheinung, so unter anderem in Pearl Harbor (2001) und The Tower of Babble (2002).

## Filmografie
Als Regisseur
- 2002: The Tower of Babble (Kurzfilm)
- 2002: Living the Lie (Kurzfilm)
- 2002: Manual Labor (Kurzfilm)
- 2004: Catching Kringle (Kurzfilm)
- 2005: Cry_Wolf
- 2008: The Fighters (Never Back Down)
- 2013: Kick-Ass 2
- 2016: Die wahren Memoiren eines internationalen Killers (True Memoirs of an International Assassin)
- 2018: Wahrheit oder Pflicht (Truth or Dare)
- 2020: Fantasy Island
- 2022: The Curse of Bridge Hollow
- 2024: Imaginary

Als Executive Producer
- 2010: The Odds
- 2011: Hail Mary

Als Drehbuchautor
- 2002: The Tower of Babble
- 2002: Manual Labor
- 2004: Catching Kringle
- 2005: Cry_Wolf
- 2007: Prey
- 2010: The Odds
- 2011: Hail Mary
- 2013: Kick-Ass 2
- 2013: Bates Motel (Fernsehserie, 2 Episoden)
- 2018: Wahrheit oder Pflicht (Truth or Dare)
- 2020: Bloodshot
- 2024: Imaginary

Als Schauspieler
- 2001: Roswell (Fernsehserie, eine Folge)
- 2001: Pearl Harbor
- 2002: The Tower of Babble
- 2007: I’m Through with White Girls (The Inevitable Undoing of Jay Brooks)